# エリザベト・ウィルボーダス
エリザベト・ウィルボーダス（ラテン語: Elisabeth Willeboordse、1978年9月14日 - ）は、オランダの女子柔道家。身長169cm
。

## 来歴
エリザベト・ウィルボーダスはロッテルダムのホーフヴリート(en:Hoogvliet)にあるロッテルダム武道館で柔道トレーナーをしているクリス・デ・コルテ(Chris de Korte)および1986年の世界柔道選手権女子72kg超級銀メダリストであるマリョレイン・ファンウーネンに師事した。
2005年、26歳の時に母国オランダのロッテルダムで開催されたヨーロッパ柔道選手権大会において初めて金メダルを獲得した。2004年のアテネオリンピック銀メダリストであるオーストリアのクラウディア・ハイルを下しての勝利であった。しかしながら、4か月後にカイロで行われた2005年世界柔道選手権大会では7位に終わった。
2007年、リオデジャネイロで行われた2007年世界柔道選手権大会では、準々決勝で2004年アテネオリンピック金メダリストの日本の谷本歩実に敗れたものの敗者復活戦、3位決定戦に勝利して銅メダルを獲得した。
2008年の北京オリンピックでは、準々決勝で北朝鮮の元玉任に敗れたが敗者復活戦でスロベニアのウルシカ・ジョルニル(en:Urška Žolnir)に勝利し、3位決定戦の出場権を得た。3位決定戦ではキューバのドリュリス・ゴンサレスに勝利し3位となり銅メダルを獲得した。
2009年、オランダのロッテルダムで行われた2009年世界柔道選手権大会では、決勝で日本の上野順恵に敗れ銀メダルを獲得した。
2010年のグランプリ・ロッテルダムでは準決勝で同じオランダの選手であるAnicka Van Emdenを破り、ついで決勝ではジョルニルを破り金メダルを獲得した。
2012年のロンドンオリンピックでは7位だった。
2008年9月22日、デン・ヘルダーにある王立のオランダ海軍大学に入学し、学位取得後は医学の勉強をしている。現在はロッテルダムにあるVan Ghentkazerne兵舎で中尉として任官している。

## 戦績
| 日付           | 大会                                          | 階級     | 順位 |
| -------------- | --------------------------------------------- | -------- | ---- |
| 2010年10月17日 | グランプリ・ロッテルダム                      | 63kg級   | 1位  |
| 2010年2月6日   | グランドスラム・パリ                          | 63kg級   | 3位  |
| 2009年11月14日 | オランダ選手権(ロッテルダム)                  | 63kg級   | 3位  |
| 2009年8月28日  | グランプリ・ロッテルダム                      | 63kg級   | 2位  |
| 2009年6月14日  | ワールドカップ・マドリード                    | 63kg級   | 1位  |
| 2009年5月12日  | Dutch Military Championships Apeldoorn        | 無差別級 | 1位  |
| 2009年4月25日  | ヨーロッパ柔道選手権大会(トビリシ)            | 63kg級   | 5位  |
| 2009年2月21日  | グランプリ・ハンブルク                        | 63kg級   | 2位  |
| 2009年2月14日  | ワールドカップ・ウィーン                      | 63kg級   | 2位  |
| 2009年2月7日   | グランドスラム・パリ                          | 63kg級   | 5位  |
| 2009年1月24日  | ワールドカップ・ソフィア                      | 63kg級   | 3位  |
| 2008年8月12日  | 北京オリンピック                              | 63kg級   | 3位  |
| 2008年1月26日  | ワールドカップ・ソフィア                      | 63kg級   | 1位  |
| 2007年9月29日  | オランダ国際柔道大会(ロッテルダム)            | 63kg級   | 1位  |
| 2007年9月14日  | 2007年世界柔道選手権大会(リオデジャネイロ)    | 63kg級   | 3位  |
| 2007年5月20日  | ポルトガル国際柔道大会(リスボン)              | 63kg級   | 1位  |
| 2007年5月5日   | ロシア国際柔道大会(モスクワ)                  | 63kg級   | 1位  |
| 2007年4月28日  | World Cup Vejen                               | 63kg級   | 1位  |
| 2007年2月24日  | ドイツ国際柔道大会(ハンブルク)                | 63kg級   | 3位  |
| 2006年11月11日 | オランダ選手権(ロッテルダム)                  | 63kg級   | 1位  |
| 2006年5月28日  | ヨーロッパ柔道選手権大会(タンペレ)            | 63kg級   | 3位  |
| 2006年3月25日  | イタリア国際柔道大会(ローマ)                  | 63kg級   | 3位  |
| 2006年2月25日  | ドイツ国際柔道大会(ハンブルク)                | 63kg級   | 5位  |
| 2006年2月11日  | フランス国際柔道大会(パリ)                    | 63kg級   | 3位  |
| 2006年1月7日   | オランダ選手権団体(アムステルダム)            | 63kg級   | 1位  |
| 2005年11月26日 | オランダ選手権(ロッテルダム)                  | 63kg級   | 2位  |
| 2005年9月9日   | 2005年世界柔道選手権大会(カイロ)              | 63kg級   | 7位  |
| 2005年8月6日   | ジャーマンオープン(ブラウンシュヴァイク)      | 63kg級   | 2位  |
| 2005年5月21日  | ヨーロッパ柔道選手権大会(ロッテルダム)        | 63kg級   | 1位  |
| 2005年3月19日  | オランダ国際柔道大会(ロッテルダム)            | 63kg級   | 2位  |
| 2005年2月6日   | フランス国際柔道大会(パリ)                    | 63kg級   | 7位  |
| 2005年1月29日  | ワールドカップ・ソフィア                      | 63kg級   | 1位  |
| 2004年11月27日 | オランダ選手権(ロッテルダム)                  | 63kg級   | 2位  |
| 2004年7月10日  | ジャーマンオープン(ブラウンシュヴァイク)      | 63kg級   | 1位  |
| 2004年6月20日  | ポルトガルオープン(リスボン)                  | 70kg級   | 2位  |
| 2004年5月15日  | ヨーロッパ柔道選手権大会(ブダペスト)          | 63kg級   | 5位  |
| 2004年3月27日  | A-トーナメント(タリン)                        | 63kg級   | 5位  |
| 2004年3月20日  | A-トーナメント(ローマ)                        | 63kg級   | 3位  |
| 2004年3月13日  | A-トーナメント(ワルシャワ)                    | 63kg級   | 5位  |
| 2003年11月22日 | オランダ選手権(アムステルダム)                | 63kg級   | 1位  |
| 2003年8月9日   | ジャーマンオープン(ブラウンシュヴァイク)      | 63kg級   | 1位  |
| 2003年6月15日  | International Tournament Venray               | 63kg級   | 1位  |
| 2002年6月16日  | International Tournament Alghero              | 57kg級   | 3位  |
| 2002年6月9日   | Tre Torri Tournament Corridonia               | 63kg級   | 3位  |
| 2002年5月19日  | International Tournament Ben Mesters Geleen   | 63kg級   | 1位  |
| 2002年3月30日  | A-トーナメント オランダオープン(ロッテルダム) | 63kg級   | 3位  |
| 2002年3月2日   | A-トーナメント(ブダペスト)                    | 63kg級   | 3位  |
| 2001年11月24日 | オランダ選手権(スヘルトーヘンボス)            | 63kg級   | 3位  |
| 2001年3月10日  | チェコ国際柔道大会(プラハ)                    | 63kg級   | 3位  |
| 2001年2月18日  | オーストリア国際柔道大会(レーオディング)      | 63kg級   | 1位  |
| 2000年11月25日 | オランダ選手権(スヘルトーヘンボス)            | 63kg級   | 1位  |
| 2000年11月19日 | ヨーロッパ柔道選手権大会団体(アールスト)      | 63kg級   | 3位  |
| 2000年6月18日  | International Tournament Alghero              | 63kg級   | 2位  |
| 2000年4月1日   | オランダオープン グランプリ(ロッテルダム)     | 63kg級   | 5位  |
| 2000年3月18日  | Belgian Ladies Open Arlon                     | 63kg級   | 3位  |
| 1999年11月13日 | オランダ選手権(スヘルトーヘンボス)            | 63kg級   | 1位  |
| 1998年11月28日 | オランダ選手権(スヘルトーヘンボス)            | 70kg級   | 3位  |
| 1998年6月28日  | International Tournament Alghero              | 70kg級   | 3位  |
| 1998年3月22日  | ベルギーオープン(アルロン)                    | 70kg級   | 3位  |
| 1998年2月15日  | ASKO World Tournament Leonding                | 70kg級   | 2位  |
| 1997年4月6日   | オランダオープン(スヘルトーヘンボス)          | 61kg級   | 5位  |
| 1997年3月23日  | ベルギージュニアオープン(アルロン)            | 61kg級   | 1位  |
| 1997年3月9日   | Czech Cup Prague                              | 61kg級   | 3位  |
| 1996年11月23日 | オランダ選手権(スヘルトーヘンボス)            | 61kg級   | 2位  |
| 1996年6月30日  | International Tournament Alghero              | 61kg級   | 2位  |
| 1996年4月28日  | International Tournament Laval                | 61kg級   | 3位  |
| 1996年2月17日  | オランダジュニア選手権(ベフェルウェイク)      | 61kg級   | 2位  |
| 1995年3月25日  | ベルギージュニアオープン(アルロン)            | 61kg級   | 2位  |
| 1995年2月18日  | オランダジュニア選手権(レーク)                | 61kg級   | 2位  |
| 1993年5月8日   | オランダ学生選手権(マルケロー)                | 61kg級   | 2位  |
| 1992年10月10日 | U18-オランダ選手権(レーワルデン)              | 56kg級   | 1位  |